# Oskar Keller (Pharmazeut)
Oskar Keller (* 14. August 1877 in Stockach; † 17. März 1959 in Jena) war ein deutscher Apotheker, Lebensmittelchemiker und Hochschullehrer.

## Leben
Nach dem Abschluss seiner Schulzeit, die Keller 1896 mit dem Abitur am Domgymnasium Magdeburg beendete, erlernte er in der Hirsch-Apotheke in Halle (Saale) die Pharmazie.
Nach der Lehrzeit konditionierte er in Bonn, Winterthur und Marburg und nahm 1901 das Pharmaziestudium in Halle auf. Bald wechselte er nach Marburg, wo er 1902 das pharmazeutische Staatsexamen bestand. Anschließend legte er 1903 das chemische Verbandsexamen, 1904 die Promotion und 1905 die Hauptprüfung als Lebensmittelchemiker ab.
1908 habilitierte sich Keller und kehrte nach kurzer Tätigkeit als Abteilungsvorsteher am chemischen Institut der Universität Gießen an das Marburger Institut zurück, wo er von 1909 bis 1918 Abteilungsleiter war und 1910 zum a.o. Prof. ernannt wurde.
1918 erhielt Keller einen Ruf an das Institut für Pharmazie und Lebensmittelchemie in Jena und wurde hier 1923 zum ordentlichen Professor ernannt. Er leitete dieses Institut bis 1952. 1953 wurde er zum Mitglied der Leopoldina gewählt.

## Forschung
Als Schüler E.A. Schmidts wandte sich Keller zunächst der Alkaloidforschung zu und untersuchte Alkaloide der Nigella-Arten und der Helleboreen. Auch über die Ipecacuanha-Alkaloide sind Keller grundlegende Arbeiten zu verdanken.
Spätere Arbeiten befassten sich mit anderen pflanzlichen Inhaltsstoffen, analytischen Aufgaben und Problemen der praktischen Pharmazie.
Sowohl Pharmazie als auch Lebensmittelchemie betrafen Kellers Arbeiten über den Jodgehalt von Pflanzen und den Einfluss der Joddüngung auf das Jodspeicherungsvermögen.
Von 1947 bis 1952 gab er die „Pharmazeutische Zentralhalle“ heraus.

## Schriften
- Studien über Alkaloide der Nigella-Arten. Habilitationsschrift, Marburg 1908.
- Quantitative chemische Analyse (mit W. Autenrieth). Dresden-Leipzig 1947.